# Elisa von Ahlefeldt

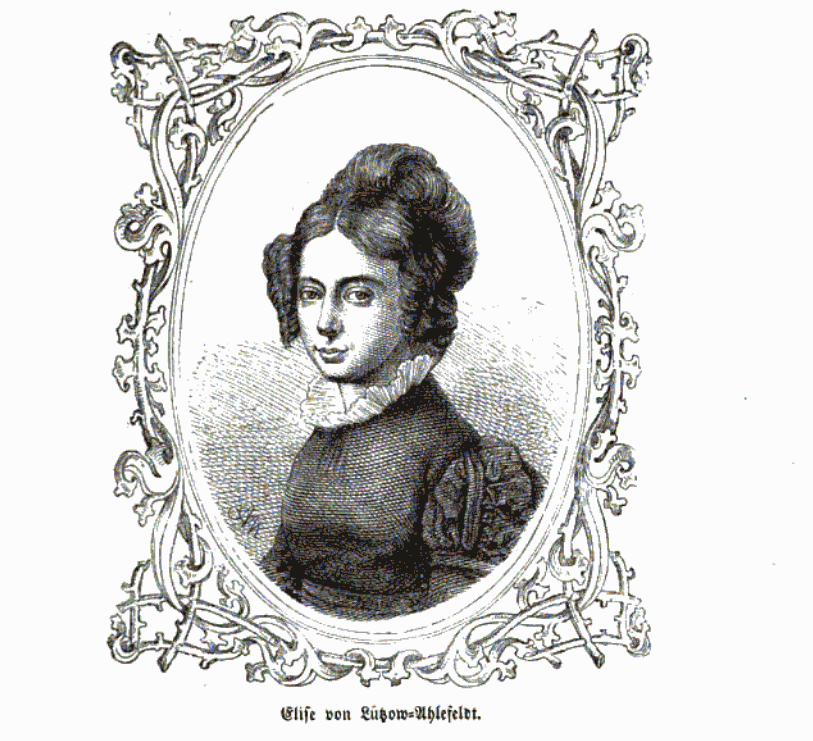
Elisa von Lützow geb. Gräfin von Ahlefeldt (1788–1855)

Elisa Davidia Margarethe Gräfin von Ahlefeldt (* 17. November 1788 auf Schloss Tranekær auf der dänischen Insel Langeland; † 20. März 1855 in Berlin) war eine deutsch-dänische Literatin, Salonnière und Gattin des preußischen Generalmajors und Helden der Befreiungskriege Adolf von Lützow sowie von 1822 bis 1839 eine Geliebte des Dichterjuristen Karl Immermann.

## Leben
Elisa von Ahlefeldt war das einzige überlebende Kind des Grafen Friedrich (auch: Frederik) von Ahlefeldt-Laurvig (1760–1832) und der Charlotte Louise von Hedemann (1762–1812), einer Tochter  des Landrates Georg von Hedemann. Sie genoss eine ausgezeichnete Erziehung, hatte aber keine glückliche Kindheit und Jugend. Häusliche Zerwürfnisse, meist hervorgerufen durch Verschwendung und Ausschweifungen des Vaters, trennten die Ehe der Eltern. 1806 wurde sie morganatisch dem dänischen Kronprinzen Christian (später Christian VIII.) angetraut und gebar am 21. November 1807 eine Tochter, Wilhelmine Georgine Adolfine Laurbug (gest. 19. April 1863). Diese erste gegen den Willen des Vaters geschlossene kurze, glückliche Ehe wurde verschwiegen und Adolfine von Dänemark ferngehalten.
Bei einer Badereise nach Bad Nenndorf mit ihrer Mutter begegnete sie dem preußischen Offizier Adolf von Lützow, der sich dort von Verwundungen aus Kämpfen der Freischar Ferdinand von Schills gegen Napoleon kurierte. Sie heiratete ihn am 20. März 1810 nicht ohne den schwer zu überwindenden Widerstand ihres Vaters. Die Ehe war anfangs glücklich, solange die Vaterlandsliebe beide zu gemeinsamer Tätigkeit verband. Als Lützow 1813 sein Freikorps errichtete, hatte Elisa daran entschiedenen Anteil. Sie wirkte begeistert für die Werbung und Ausrüstung der Freiwilligen, nahm in Breslau die Meldungen an und widmete sich später aufopfernd den Verwundeten. Theodor Körner, Friedrich Friesen und Friedrich von Petersdorff gehörten damals zu ihren treuesten Freunden. Mit Friedrich Friesen verband sie eine enge Freundschaft und sie wirkte 1843 maßgeblich mit, dass dieser 29 Jahre nach seinem Tod auf dem Berliner Invalidenfriedhof feierlich beerdigt werden konnte. In den Kämpfen blieb sie dem Korps nahe, helfend, pflegend (namentlich ihren oft verwundeten Gatten), alle Mühen teilend.

## Liebesbeziehung mit Immermann
Nach dem Frieden lebte sie in Berlin, Königsberg und Münster (seit 1817), wo Lützow in Garnison stand. Dort lernte sie 1822 den jungen Carl Leberecht Immermann (1796–1840) kennen. Über gemeinsame literarische und künstlerische Neigungen entwickelte sich zwischen ihnen eine enge Liebesbeziehung, die vom Frühjahr 1822 an über 17 Jahre ihr Leben bestimmte.

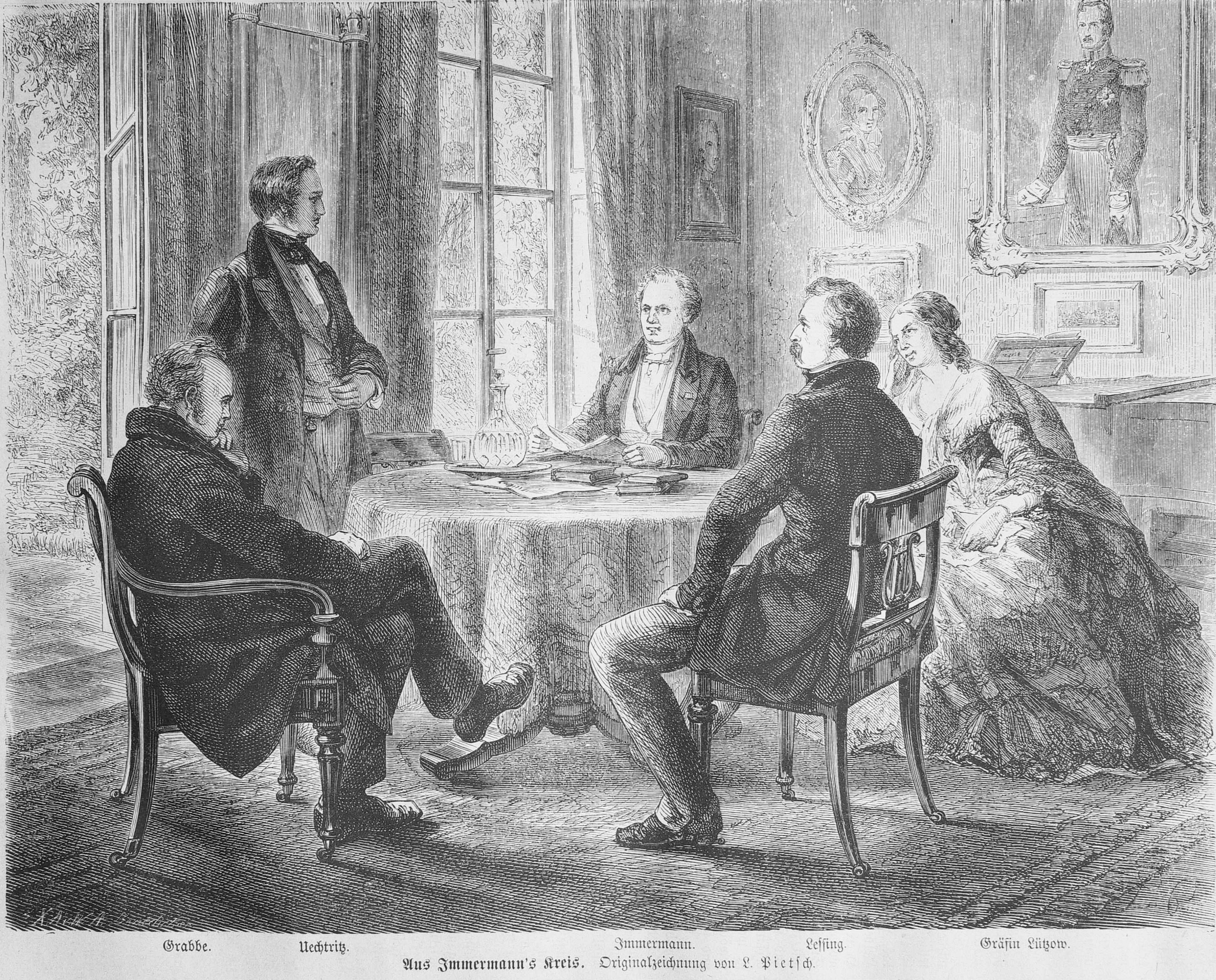
Ludwig Pietsch: Aus Immermann’s Kreis, Illustration aus der Zeitschrift Die Gartenlaube, 1868 – Das Bild zeigt Elisa von Ahlefeldts Salon auf Gut Collenbach in Düsseldorf. An ihrem Tische sitzen oder stehen (von links nach rechts): Christian Dietrich Grabbe, Friedrich von Uechtritz, Karl Immermann und Carl Friedrich Lessing.

Um Abstand zu gewinnen, ließ sich Immermann 1824 nach Magdeburg versetzen. Elisa trennte sich jedoch von ihrem Ehemann, der inzwischen General geworden war, und übersiedelte nach Dresden. 1825 wurde ihre Ehe mit Lützow geschieden; sie weigerte sich jedoch, Immermann zu heiraten, folgte ihm aber zuerst nach Magdeburg, dann nach Düsseldorf und führte mit ihm einen gemeinsamen Haushalt in einem Landhaus, dem Collenbach’schen Gut an der Ratinger Chaussee im nahen „Derendorf“ (heute Pempelfort), wo sie im Mai 1829 ihr Exmann General von Lützow besuchte, um ihr sein Leid über seine neue, doch unglückliche Ehe mit Auguste Uebel zu klagen. Von 1831 an führte sie – mit Genehmigung des dänischen Königs – wieder ihren Geburtsnamen. Von 1827 bis 1839 unterstützte sie Immermanns schriftstellerische Arbeit, nachdem es schon in Münster zu Anfängen einer gemeinsamen Übersetzung von Walter Scotts Ivanhoe gekommen war. Sie wirkte auf Immermanns dichterische Tätigkeit sehr fördernd und gewann großen Einfluss auf sein dichterisches Schaffen.
Nach Immermanns Verlobung mit Marianne Niemeyer (1838) verließ sie Düsseldorf und trennte sich im August 1839 endgültig von ihm. Anfang 1840 ging sie nach Berlin, wo sie zunächst mit ihrer Freundin Johanna Dieffenbach zusammen lebte, widmete sich ihrem neuen und alten Freundeskreis und blieb auch nach Immermanns frühem Tod mit dessen Frau und Tochter freundschaftlich verbunden.
Nach längerem Leiden starb Elisa von Ahlefeldt 1855 im Alter von 66 Jahren in Berlin an der Wassersucht. Ihr nicht erhaltenes Grab befand sich auf einem der Friedhöfe vor dem Halleschen Tor. Auf welchem genau, ist nicht bekannt.

## Salon
Ihr Salon in Berlin existierte von 1840 bis 1855, auch als „Sonntage“ bekannt. Dieser befand sich von 1840 bis 1846 zunächst in der Potsdamer Chaussee 38, ab 1846 dann in der Schulgartenstraße 1a (heutige Ebertstraße) und in den 1850er Jahren in der Dessauer Straße 7.
Diesen Salon besuchten ehemalige Angehörige des Lützowschen Freikorps und weitere Familienmitglieder der Familie ihres geschiedenen Mannes, zu denen sie auch nach ihrer Scheidung immer noch in Verbindung stand.
Es war auch üblich, mit anderen Salons in Verbindung zu stehen. Elisa Gräfin von Ahlefeld stand mit denen von Ludmilla Assing, Clara Mundt-Mühlbach und Fanny Lewald in Kontakt und sie besuchten sich gegenseitig.
Als Gäste kamen zu ihr:  Rudolf von Auerswald (Politiker), Therese von Bacheracht (Schriftstellerin), Karl Isidor Beck(Dichter), Louis Blanc (Maler), Eduard von Bülow (Schriftsteller), Peter von Cornelius (Maler), Johanna Dieffenbach, Katharina Dietz (ihre Freundin), Rudolf von Gottschall (Schriftsteller),  Alexander von Humboldt (Naturforscher), Karl Christoph von Kamptz (Preußischer Justizminister), Adolf Friedrich von Krummacher (Theologe), Gustav Kühne (Schriftsteller), Heinrich Laube (Schriftsteller), Caroline Lauska (Malerin), Fanny Lewald (Schriftstellerin, Salon), Theodor Mundt (Schriftsteller), Clara Mundt-Mühlbach (Schriftstellerin, Salon), Henriette Paalzow (Schriftstellerin, Salon), Emil Paleske (Schauspieler, Schriftsteller) mit Frau, Leo von Palm (General und Gefährte Lützows), Betty Paoli (Schriftstellerin), Friedrich von Petersdorff (General und Gefährte Lützows), Gustav zu Putlitz (Lustspieldirektor), Christian Rauch (Bildhauer), Friedrich von Raumer (Professor für Geschichte), Max Ring (Mediziner, Schriftsteller), Hermann Sagert (Schriftsteller), Eduard Schnaase (Kunsthistoriker), Adolf Stahr (Philologe, Schriftsteller), Henrik Steffens (Naturphilosoph), Theodor Stein (Architekt), Ludwig Tieck (Dichter), Karl August Varnhagen van Ense (Schriftsteller), Wilhelm Wach (Maler), Feodor Wehl (Schriftsteller, Dichter), Wilhelm Zahn (Professor).